# ウィルマ・ゴイク
ウィルマ・ゴイク (Wilma Goichイタリア語発音: [ˈvilma ˈɡɔitʃ], 1945年10月16日 -）はイタリアのポップス歌手。クロアチア民族の血を引き、イタリア語での発音により忠実な名前のカナ表記はヴィルマ・ゴイチとなる。

## 略歴
リグーリア州サヴォーナ県カイロ・モンテノッテに生まれる。1964年にデビューし、バルセロナで行われた地中海フェスティヴァルに参加、ルイジ・テンコ作曲の「Ho capito che ti amo 愛のめざめ」で優勝した。1965年からサンレモ音楽祭に参加し「Le colline sono in fiore 花咲く丘に涙して」で入賞。1966年の入賞曲「In un fiore 花のささやき」は日本のチャートでも上位にランクされ、ジリオラ・チンクエッティ、ボビー・ソロ等と日本のカンツォーネ・ブームを担った。その後も1967年「Per vedere quanto è grande il mondo 夢の誓い」、1968年「Gli occhi miei ささやく瞳」、1969年「Baci baci baci バーチ・バーチ・バーチ」でサンレモ音楽祭に出場し、1994年にはこの音楽祭のために結成されたグループ、Squadra Italiaとしてイタリアの古い楽曲を歌っている。その他のヒット曲として1967年の「夏のディスク・フェスティヴァル」で第3位となった、ルイジ・テンコの遺作「Se stasera sono qui 夜の想い」等がある。1965年にシンガー・ソングライターのエドアルド・ヴィアネッロと結婚し、1970年代には彼とのデュオで成功を収めたが、その後に離婚。

## 主な楽曲
- 1964年: Dopo il sole pioverà（かなしい雨が降る）
- 1964年: Quando piangi（私のために涙して）
- 1964年: Ho capito che ti amo（愛のめざめ）
- 1965年: Le colline sono in fiore (amore ritorna)（花咲く丘に涙して）
- 1965年: L'amore al mare（恋の浜辺）
- 1965年: Un bacio sulle dita（指先のキッス）
- 1966年: In un fiore（花のささやき）
- 1966年: Attenti all'amore（恋に御用心）
- 1966年: Occhi innamorati（あこがれの瞳）
- 1967年: Per vedere quanto è grande il mondo（夢の誓い）
- 1967年: Se stasera sono qui（夜の想い）
- 1967年: Se c'è una stella（星があるなら）
- 1968年: Gli occhi miei（ささやく瞳）
- 1968年: Finalmente（しあわせのおとずれ）
- 1968年: Tu cuore mio
- 1969年: Baci, baci, baci（バーチ・バーチ・バーチ）
- 1969年: Casatschok
- 1970年: ...e fuori tanta neve
- 1971年: L'uomo ferito
- 1981年: Allora prendi e vai（ABBA の楽曲 " The Winner takes it all " 〔邦題：｢ザ・ウィナー｣〕のイタリア語訳詞版）
- 1981年: Bambina libera（自由な女の子）